# Charles Vaurie
Charles Vaurie (7 juillet 1906 à Beaulieu-sur-Dordogne - 13 mai 1975 à Reading) est un ornithologiste américain né français.

## Biographie
Il naît en France mais emménage très tôt à Trenton, dans le New Jersey. Il étudie à l'université de New York puis est diplômé dentiste par l'université de Pennsylvanie, en 1928.
Il développe un intérêt pour la peinture d'oiseaux et, après avoir épousé l’entomologiste Patricia Wilson, en 1934, il fait avec elle de nombreuses excursions de terrain. Vaurie s'associe au American Museum of Natural History (AMNH) et il est en 1946 associé aux recherches. Il continue de produire jusqu'à plus de 150 publications ornithologiques. Son plus important travail sera une révision de la systématique des oiseaux paléarctiques. En 1956, il est ornithologiste à plein temps pour l'AMNH, et promu conservateur en 1967. À sa mort il était membre du Comité permanent sur la nomenclature ornithologique du Congrès ornithologique international (COI).
Il décrit pour la première fois le Synallaxe de Vilcabamba (Schizoeaca vilcabambae), ainsi que deux espèces à qui il donne son nom : le Gobemouche de Vaurie (Ficedula crypta) et l'Engoulevent de Vaurie (Caprimulgus centralasicus).

## Quelques publications
- A Revision of the bird family Dicruridae. N.Y., 1949.
- Systematic notes on Palearctic birds N.Y. 1956 (American Museum of Natural History, American Museum Novitates)
- Notes on some Ploceidae from Western Asia ; Notes on some Asiatic Finches ; Notes on the bird genus Oenanthe in Persia, Afghanistan, and India ; et plusieurs autres articles tous publiés dans American Museum Novitates. N.Y., 1949-1952.
- A generic revision of Flycatchers of the tribe Muscicapini N.Y., 1953. pp.27 figs & 7 tables. Wrapp. Bulletin American Museum of Natural History - vol. 100: Art. 4).
- The Birds of the Palearctic Fauna: a Systematic Reference (2 vols.)1959
- Classification of the Ovenbirds (Furnariidae) London, 1971.
- Tibet and its birds 1972

## Source
- (en) Cet article est partiellement ou en totalité issu de l’article de Wikipédia en anglais intitulé « Charles Vaurie » (voir la liste des auteurs).

- Notices d'autorité :   - VIAF
  - ISNI
  - IdRef
  - LCCN
  - GND
  - CiNii
  - Pays-Bas
  - Israël
  - NUKAT
  - Norvège
  - Tchéquie
  - WorldCat